# Teppichdiagramm

Ein Teppichdiagramm

Ein Cheater Plot

Ein Teppichdiagramm mit Höhenlinien

Ein Gitterdiagramm

Das Teppichdiagramm (eng. carpet plot) ist eine Darstellungsform, die es ermöglicht, zwei Funktionen mit zwei unabhängigen Variablen in einer zweidimensionalen Darstellung zu visualisieren. Neben der waagrechten X- und der senkrechten Y-Achse existieren zwei weitere Achsen mit den beiden unabhängigen Variablen, die gekrümmt in der Zeichenfläche liegen. Es lassen sich hierbei bis zu vier Werte gleichzeitig ablesen und Zwischenwerte lassen sich leicht interpolieren. Zudem entsteht trotz der rein zweidimensionalen Darstellungsform der Eindruck einer dreidimensionalen Fläche.
Teppichdiagramme finden oftmals in der Luftfahrt oder in der Turbinenauslegung Verwendung, da hier diverse Parameter, die sich gegenseitig beeinflussen, gegeneinander abgewogen werden müssen. Eine übersichtliche Visualisierung kann den Designer hierbei unterstützen, richtige Entscheidungen zu treffen.
Eine andere Visualisierung, die in der Literatur auch als Teppichdiagramm (engl. Carpet Plot) bezeichnet wird, ist das Rasterdiagramm.

## Varianten

### Cheater Plots
Mit den sogenannten Cheater Plots kann eine Funktion mit zwei Variablen in Form eines zweidimensionalen Teppichdiagramms visualisiert werden. Dies bietet in bestimmten Fällen eine bessere Lesbarkeit im Gegensatz zur dreidimensionalen Darstellungsform. Da in diesem Fall keine Werte für die X-Achse existieren, werden diese durch eine Formel berechnet. Diese kann zur besseren Lesbarkeit beliebig variiert werden. Die X-Achse wird bei Cheater Plots üblicherweise nicht beschriftet.

### Teppichdiagramm mit Höhenlinien
Um noch mehr Informationen im Teppichdiagramm unterzubringen, ist es auch möglich, ein Konturdiagramm einzufügen. Die Höhenlinien sind hierbei eine Funktion der beiden unabhängigen Variablen. Dies kann sowohl in einem Teppichdiagramm mit vier Variablen als auch einem Cheater Plot realisiert werden.

### Gitterdiagramm
Soll neben der X-Achse oder der Y-Achse noch eine dritte Achse visualisiert werden, können für diskrete Werte weitere Teppichdiagramme gezeichnet werden. Durch Verbinden der einzelnen Schnittpunkte entsteht hierbei ein sogenanntes Gitterdiagram. Dies kann sowohl auf Teppichdiagramme als auch auf Cheater Plots angewendet werden. Allerdings müssen bei mehreren Cheater Plots die einzelnen Teppichdiagramme noch in ihrer X-Achse verschoben werden.